# Neoserica jinggangshanica
Neoserica jinggangshanica är en skalbaggsart som beskrevs av Ahrens 2003. Neoserica jinggangshanica ingår i släktet Neoserica och familjen Melolonthidae. Inga underarter finns listade i Catalogue of Life.